# Béard-Géovreissiat
Pour les articles homonymes, voir Beard.
Ne doit pas être confondu avec Béard ou Géovreisset.
Béard-Géovreissiat, anciennement Géovreissiat, est une commune française, située dans le département de l'Ain en région Auvergne-Rhône-Alpes.

## Géographie
Béard-Géovreissiat est une commune assez peu étendue (469 ha). Son territoire communal est délimité par les communes de Nurieux-Volognat, Izernore, Montréal-la-Cluse et Brion.
Elle se compose des villages de Géovreissiat (le chef-lieu), Béard, Saint-Germain-de-Béard et de la partie nord du hameau de la Croix-Châlon.

### Communes limitrophes
|                  | Izernore           |                   |
|                  | Béard-Géovreissiat | Montréal-la-Cluse |
| Nurieux-Volognat | Brion              |                   |

### Climat
Pour des articles plus généraux, voir Climat d'Auvergne-Rhône-Alpes et Climat de l'Ain.
En 2010, le climat de la commune est de type climat de montagne, selon une étude du CNRS s'appuyant sur une série de données couvrant la période 1971-2000. En 2020, Météo-France publie une typologie des climats de la France métropolitaine dans laquelle la commune est dans une zone de transition entre le climat semi-continental et le climat de montagne et est dans la région climatique Jura, caractérisée par une forte pluviométrie en toutes saisons (1 000 à 1 500 mm/an), des hivers rigoureux et un ensoleillement médiocre.
Pour la période 1971-2000, la température annuelle moyenne est de 9,4 °C, avec une amplitude thermique annuelle de 17 °C. Le cumul annuel moyen de précipitations est de 1 504 mm, avec 11,8 jours de précipitations en janvier et 8,7 jours en juillet. Pour la période 1991-2020, la température moyenne annuelle observée sur la station météorologique de Météo-France la plus proche, « Vieu », sur la commune de Vieu-d'Izenave à 12 km à vol d'oiseau, est de 9,4 °C et le cumul annuel moyen de précipitations est de 1 610,3 mm,. Pour l'avenir, les paramètres climatiques de la commune estimés pour 2050 selon différents scénarios d'émission de gaz à effet de serre sont consultables sur un site dédié publié par Météo-France en novembre 2022.

## Urbanisme

### Typologie
Au 1er janvier 2024, Béard-Géovreissiat est catégorisée petite ville, selon la nouvelle grille communale de densité à 7 niveaux définie par l'Insee en 2022.
Elle appartient à l'unité urbaine de Montréal-la-Cluse, une agglomération intra-départementale dont elle est une commune de la banlieue,. Par ailleurs la commune fait partie de l'aire d'attraction d'Oyonnax, dont elle est une commune de la couronne,. Cette aire, qui regroupe 40 communes, est catégorisée dans les aires de 50 000 à moins de 200 000 habitants,.

### Occupation des sols
L'occupation des sols de la commune, telle qu'elle ressort de la base de données européenne d’occupation biophysique des sols Corine Land Cover (CLC), est marquée par l'importance des forêts et milieux semi-naturels (45,2 % en 2018), en diminution par rapport à 1990 (48,5 %). La répartition détaillée en 2018 est la suivante : 
forêts (45,2 %), zones urbanisées (14,4 %), terres arables (12,7 %), zones agricoles hétérogènes (11 %), prairies (10,5 %), zones industrielles ou commerciales et réseaux de communication (5,7 %), mines, décharges et chantiers (0,5 %).
L'évolution de l’occupation des sols de la commune et de ses infrastructures peut être observée sur les différentes représentations cartographiques du territoire : la carte de Cassini (XVIIIe siècle), la carte d'état-major (1820-1866) et les cartes ou photos aériennes de l'IGN pour la période actuelle (1950 à aujourd'hui).

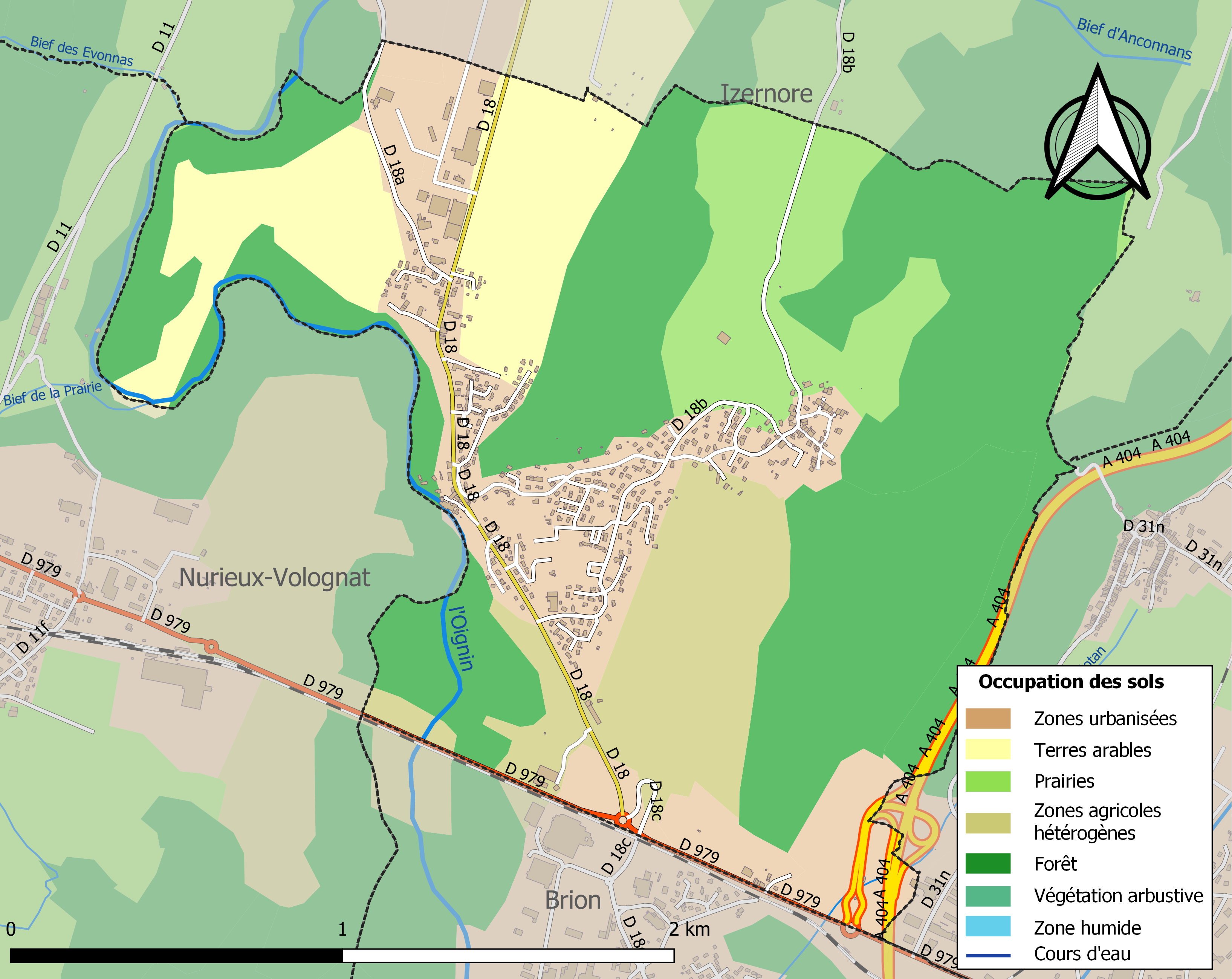
Carte des infrastructures et de l'occupation des sols de la commune en 2018 (CLC).

## Toponymie
Saint-Germain-de-Béard : Le nom de la localité est attesté sous la forme Publica tendes de Ysernoro versus Sanctum Germanum de Beart en 1419.
Géovreissiat : Le nom de la localité est attesté sous les formes Gevressia en 1210, Géovreissiat en 1211

## Histoire
Brion détaché de Geovreissiat depuis le 25 mars 1845.
Un décret du 3 octobre 2008 change le nom de la commune. C'est alors que Géovreissiat devient Béard-Géovreissiat.

## Politique et administration

### Découpage territorial
La commune de Béard-Géovreissiat est membre de l'intercommunalité Haut-Bugey Agglomération, un établissement public de coopération intercommunale (EPCI) à fiscalité propre créé le 1er janvier 2014 dont le siège est à Oyonnax. Ce dernier est par ailleurs membre d'autres groupements intercommunaux.
Sur le plan administratif, elle est rattachée à l'arrondissement de Nantua, au département de l'Ain et à la région Auvergne-Rhône-Alpes. Sur le plan électoral, elle dépend du  canton de Nantua pour l'élection des conseillers départementaux, depuis le redécoupage cantonal de 2014 entré en vigueur en 2015, et de la cinquième circonscription de l'Ain  pour les élections législatives, depuis le dernier découpage électoral de 2010.

### Administration municipale
| Période                                  | Période  | Identité         | Étiquette | Qualité                                            |
| ---------------------------------------- | -------- | ---------------- | --------- | -------------------------------------------------- |
| 1995                                     | 2001     | Claude Ferry     | RPR-UMP   | Conseiller général du canton de Nantua (1985-2011) |
| 2001                                     | 2014     | Christian Izabel |           |                                                    |
| 2014                                     | En cours | Laurent Comtet   | DVD       | Agent technique                                    |
| Les données manquantes sont à compléter. |          |                  |           |                                                    |

## Démographie
L'évolution du nombre d'habitants est connue à travers les recensements de la population effectués dans la commune depuis 1793. Pour les communes de moins de 10 000 habitants, une enquête de recensement portant sur toute la population est réalisée tous les cinq ans, les populations de référence des années intermédiaires étant quant à elles estimées par interpolation ou extrapolation. Pour la commune, le premier recensement exhaustif entrant dans le cadre du nouveau dispositif a été réalisé en 2008.
En 2022, la commune comptait 1 048 habitants, en évolution de +0,87 % par rapport à 2016 (Ain : +5,15 %, France hors Mayotte : +2,11 %).
| 1793 | 1800 | 1806 | 1821 | 1831 | 1836 | 1841 | 1846 | 1851 |
| ---- | ---- | ---- | ---- | ---- | ---- | ---- | ---- | ---- |
| 551  | 523  | 569  | 601  | 629  | 676  | 720  | 354  | 358  |

| 1856 | 1861 | 1866 | 1872 | 1876 | 1881 | 1886 | 1891 | 1896 |
| ---- | ---- | ---- | ---- | ---- | ---- | ---- | ---- | ---- |
| 334  | 331  | 299  | 277  | 262  | 244  | 226  | 239  | 237  |

| 1901 | 1906 | 1911 | 1921 | 1926 | 1931 | 1936 | 1946 | 1954 |
| ---- | ---- | ---- | ---- | ---- | ---- | ---- | ---- | ---- |
| 245  | 250  | 221  | 174  | 221  | 205  | 169  | 163  | 193  |

| 1962 | 1968 | 1975 | 1982 | 1990 | 1999 | 2006 | 2008 | 2013 |
| ---- | ---- | ---- | ---- | ---- | ---- | ---- | ---- | ---- |
| 225  | 238  | 279  | 323  | 455  | 714  | 865  | 908  | 999  |

| 2018  | 2022  | - | - | - | - | - | - | - |
| ----- | ----- | - | - | - | - | - | - | - |
| 1 064 | 1 048 | - | - | - | - | - | - | - |

## Économie
Le village est situé dans l'aire de production du comté.
La rivière Oignin traverse la commune, elle est riche en salmonidés, truites, ombres et poissons dits blancs, elle alimente également la papeterie Ferry.

## Culture locale et patrimoine

### Lieux et monuments

Église Saint-Jean-Baptiste.

- Église Saint-Jean-Baptiste.